# Athena (schip, 2011)

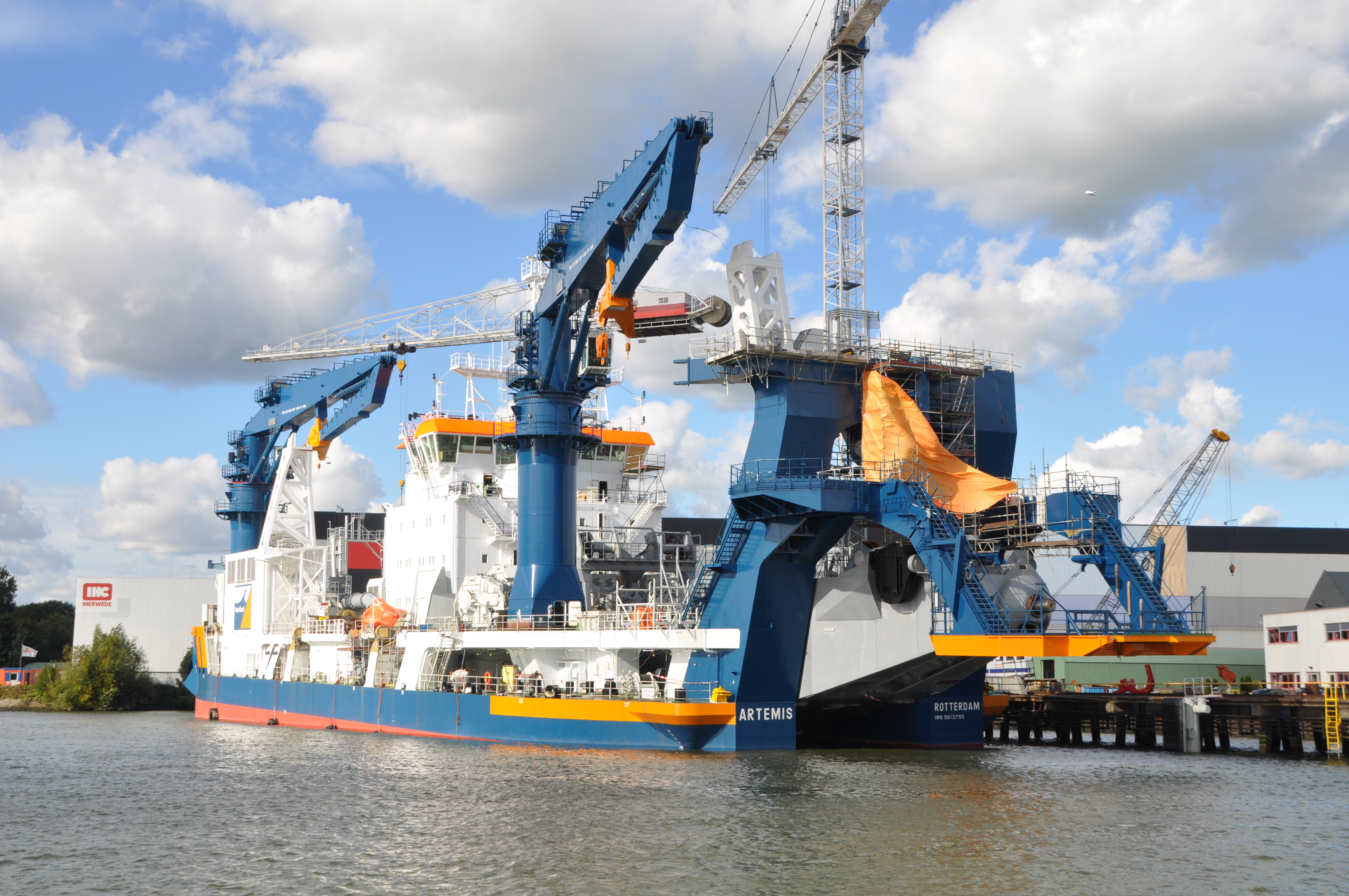
achteraanzicht van zusterschip Artemis

De Athena is een zelf-varende snijkopzuiger van het Nederlandse baggerbedrijf Van Oord. Zij kwam in 2011 in de vaart en heeft een zusterschip, de Artemis, die in 2013 volgde.

## Beschrijving
De Athena is een zeer grote snijkopzuiger. Het heeft een eigen motor voor de voortstuwing en is daardoor niet afhankelijk van sleepboten. Het schip kan een maximale snelheid van 12 knopen varen. De Athena heeft diesel-elektrische motoren. Drie generatoren leveren elk 7500 kW bij 600 toeren per minuut. De generatoren leveren de alle elektriciteit voor de baggerpompen, de snijkop en de voorstuwing.
De snijkop heeft een gewicht van 35 ton en is aan de achterzijde van het schip bevestigd. Materiaal tot 31 meter diep kan worden verwijderd. Er zijn twee grote kranen, voor en achter de brug, die alle lasten aan boord kunnen laden of lossen. Midscheeps staat de brug met voldoende accommodatie voor 50 personen. De gehele brug staat op luchtveren zodat geluid en trillingen tijdens het baggeren niet de cabines van het personeel bereiken. De paalwagens of spuds zijn aan de voorzijde van het schip geplaatst. Die kunnen tijdens het baggeren het schip negen meter naar achteren verplaatsen alvorens de spuds zelf verplaatst moeten worden. De spuds zijn aan grote scharnieren bevestigd waardoor de Athena bij hogere golven kan blijven doorwerken. In de boeg zit de pijp om de opgehaalde bagger weg te pompen. De pijp heeft een diameter van een meter.

## Artemis
Voor het zusterschip Artemis werd het contract voor het ontwerp, de bouw en oplevering getekend met IHC Merwede op 20 december 2010. De Artemis werd op 30 juni 2012 op de scheepswerf in Kinderdijk gedoopt en tewatergelaten. In 2013 werd dit schip opgeleverd.
De bouw van de Athena en de Artemis maakt deel uit van Van Oord's omvangrijke investeringsprogramma voor de periode 2007- 2015 ter grootte van bijna €2 miljard.